# Герб Герреро
Герб штату Герреро — геральдичний символ, який представляє мексиканський штат Герреро.

## Історія
1849 року було створено штат Герреро, але тоді не було створено герба, який би його представляв. Ця прогалина буде заповнена через багато років, коли виникне потреба у його використанні.
Згодом, 29 квітня 1949 року, уряд генерала Лейви Мансільї оголосив конкурс на найкраще представлення проєкту герба штату на конкурсній основі. Затвердження герба-переможця було офіційно оголошено 2 серпня 1949 року з нагоди святкування першого сторіччя створення штату; відповідне положення містилося в Декреті № 20, опублікованому в Офіційному віснику від того ж дня під номером 31.
Під час перебування на посаді наступного губернатора, доктора Алехандро Гомеса Маганди, місцевий Конгрес скасував положення про герб, а виконавча влада оголосила про це в Офіційному віснику № 1 від 2 січня 1952 року, в Декреті 41 від 20 грудня 1951 року, Було оголошено, що попередній герб лицаря-тигра знову прийнято, враховуючи нещодавнє відкриття в Іскатеопані гробниці з останками імператора Куаутемока, і що цей дизайн відповідає ідіосинкразії народу Герреро. Цей герб залишається чинним донині.

## Опис
На іберійському щиті на блакитному тлі зображено фігуру лицаря-ягуара, який стоїть прямо, тримаючи в правиці горизонтально дерев'яну бойову палицю. Цей же лицар тримає щит, який займає великий простір, починаючи коло від центру. Щит має ажурний орнамент з червоним, зеленим, фіолетовим і жовтим тлом (зверху вниз), далі, починаючи від основи пряжки донизу, — дев'ять розкритих пір'їн у формі віяла, справа наліво — золотого, зеленого, білого, червоного, фіолетового, жовтого, зеленого, фіолетового і золотого кольорів.

### Зовнішні прикраси
Це головний убір віялом, який складається з 11 пір'їн різного кольору, які, якщо дивитися справа наліво по порядку, виглядають так: жовте, синє, жовте, золоте, червоне, зелене, синє, червоне, зелене, жовте та зелене.
Відразу під шлейфом золотий гребінь з червоною смугою, по центру горизонтально, а в центрі, починаючи від основи вгору, очерет або акатл. Під гербом зображена фігура, загнута вгору з двох кінців, символ стріли. Під гербом і за стрілою гармонійна горизонтальна лінія з двома симетричними прикрасами та в центрі конічна фігура червоного кольору. Ця прикраса має зелений колір у верхній частині, щоб зробити так, щоб фігура падала на кінці в перголах, які імітують рейки, які падають, утворюючи криву у верхній частині, яка, піднімаючись, стикається з фігурами, які, як і попередня рейка, зберігають ту саму форму, щоб зробити симетрію. Вони жовті і йдуть на червоній смузі, щоб знайти іншу меншу, яка вигинається внизу, а потім йде прямо вгору, яка є зеленою.

## Символіка

### Фігури
- Віяло — сила.
- Сам щит, плащ владики — влада.
- Лицар-ягуар — найбільший представник ієрархії воїнів науа (армія ацтеків в основному складалася з лицарів-орлів, лицарів-ягуарів і лицарів-пум).
- Кольори є символами: жовтий колір прикрас на великих панах, які використовували золото; червоний колір крові, дорогоцінність, що дається; зелень овочів; блакить неба і води.
- Плями на шкірі ягуара — це нічне небо, яке символізує повелителя ночі Тескатліпоку.

### Кольори
- Жовтий — золото (дорогоцінний метал для їх ієрархічних прикрас і данини своїм богам).
- Червоний — пролита кров їхніх воїнів, яку вони в переможних битвах жертвували сонцю.
- Зелений — життєвий колір оточуючих лісів і дерев.
- Блакить — небо і вода.

## Ди. також
- Герби штатів Мексики
- Гімн Герреро
- Герреро